# 아토믹 몽키

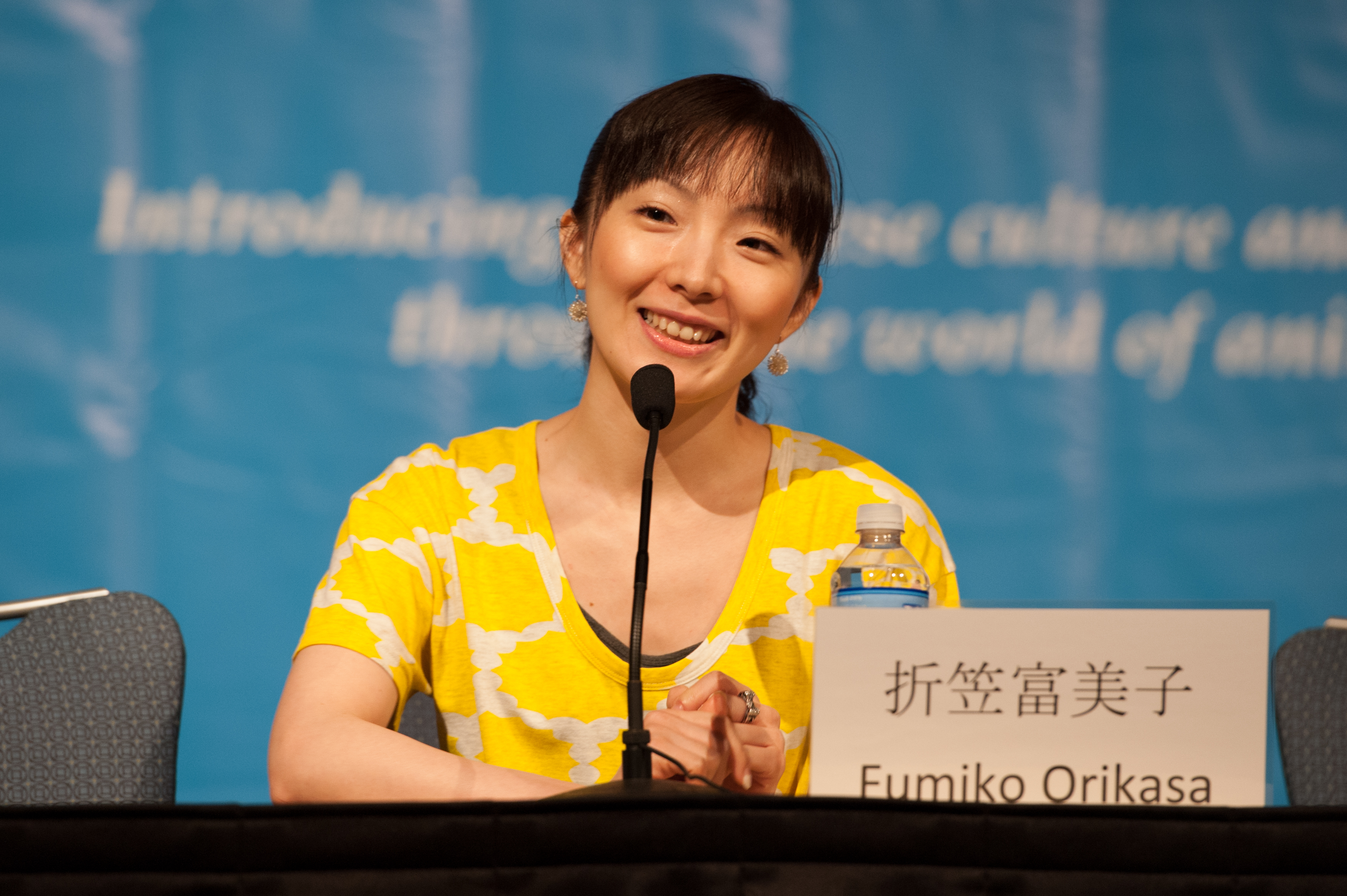
오리카사 후미코 (아토믹 몽키 소속 성우)

아토믹 몽키(일본어: アトミックモンキー)는 성우 매니지먼트를 중심적인 업무로 하는 일본의 연예 기획사이다.

## 소속 성우

### 남성
- 나가마츠 히로타카
- 마츠이 켄스케
- 미네기시 케이
- 미우라 카츠유키
- 세키 토모카즈[1]
- 아마노 유
- 아와즈 타카츠구
- 에노키 쥰야
- 오오타니 슈이치로
- 이와사키 료타
- 콘도 히로노리
- 키무라 스바루
- 타카하시 마코토
- 토리이 린타로
- 이리에 레오나[2]

### 여성
- 나가사와 미키
- 나나세 아미
- 마에카와 료코
- 미야하라 나미
- 사토 아리세
- 아오키 루리코
- 아이카와 리카코
- 아이하라 코토미
- 오구라 유이[3]
- 오리카사 후미코
- 우치야마 유키[4]
- 이마이 유카
- 치바 이즈미
- 카카즈 유미
- 코이치 마코토
- 키부네 사치호
- 타나카 유카
- 타메가이 하나
- 타자와 라이코
- 한 메구미
- 호시카와 마이
- 후지이 쿄코

## 소속 연예인

### 남성
- 와시자키 타케시[5]
- 아오키 유우마[6]
- 이후쿠베 타카시[7]

## 내용주
1. ↑  아토믹 몽키의 설립 멤버 중 한 사람. 스기타가 종종 이벤트 등에서 같이 출연하면 사장님이라고 부르는데, 실제로 아토믹 몽키 간부급인건 맞지만, 대표 이사는 아니다.
2. ↑  준소속.
3. ↑  (2021.04.01~)
4. ↑  이름이 비슷한 우치야마 유미와 혼동하지 않도록 주의할 것.
5. ↑  본업은 뮤지션인데, 일본 성우업계 종사자들 대부분과 친분이 있는 경우가 많아 관련 이벤트에서 MC를 맡거나 라디오 방송의 진행 및 게스트로 절찬리에 나오고 있는 성우업계 관련인이다. 게다가 입담이 상당히 좋아서 그를 좋아하는 성우팬들도 재법 존재한다.
6. ↑  라디오 진행자 겸 MC
7. ↑  라디오 구성작가 겸 라디오 진행자,와시자키와는 대학 선후배 사이로 같은 소속사라는 점을 이용해서 1996년부터 Poaro라는 유닛으로 활동 중이기도 하다.참고로 아내는 성우 스자키 아야인 데 두 사람이 만나게 된 계기는 일하다가 만난 게 아니라 업계인들 사이에서 유명한 헬스장에서 만나게 되었다고 한다.